# 水东路街道
水东路街道是中华人民共和国贵州省貴陽市云岩区下辖的一个街道办事处。

## 行政区划
水东路街道下辖以下村级行政区划单位：
友邻社区、百合园社区、风信园社区、金桂园社区。